# Organisation de l'Empire ottoman

Blason de l'Empire ottoman.

Drapeau de l’Empire ottoman pendant la Grande Guerre.

L'organisation d’État de l'Empire ottoman reposait sur un gouvernement très centralisé avec le sultan comme dirigeant suprême, tant civil que militaire et religieux (Commandeur des croyants), qui exerçait un contrôle effectif sur les provinces, les sujets et les fonctionnaires. Comme son prédécesseur l'Empire byzantin, l’Empire ottoman n'avait pas de titres héréditaires, mais des offices révocables par le sultan, tels que les vizirs, pachas et ağas. La richesse et la position sociale n’étaient pas reçues en héritage, mais pouvaient être acquises par la reconnaissance des mérites. Le service militaire était un élément clé de l’avancement dans la hiérarchie.

## Historique
Les divisions territoriales de la structure administrative de l’Empire ottoman ont été d’abord fondées sur une organisation militaire ayant aussi des fonctions exécutives civiles. Les États vassaux et tributaires, qui gardèrent leurs propres structures d'État, n'entraient pas dans le système (Khanat de Crimée, Moldavie, Transylvanie, Valachie, et quelques autres).
On considère généralement, du point de vue de l’organisation administrative de l’Empire, qu’il y a eu deux principales époques :
- celle de la mise en place du système qui a évolué avec la montée en puissance de l’Empire ;
- celle qui résulta des vastes réformes administratives de 1864, qui préparèrent l'avènement de la Turquie moderne.

### Organisation initiale
La première organisation remonte aux débuts de l’histoire ottomane, lorsque les Ottomans n’étaient qu’un petit État vassal de l’Empire seldjoukide (Uç Beyliği) formé dans le centre de l’Anatolie. Autour de ce puissant état, une série de vassaux, les émirs, constituèrent des petites principautés avec les territoires pris aux états voisins, notamment l'Empire byzantin et ses états successeurs. Ces émirs avaient tout pouvoir dans leurs fiefs, mais devaient allégeance au sultan seldjoukide qui pouvait les révoquer et en nommer d'autres.

#### 1299-1453: Structure administrative basée sur le système seldjoukide
Les émirats évoluèrent avec le temps jusqu'à se substituer à l'Empire seldjoukide et à occuper la totalité de l'Anatolie (au XIVe siècle ils étaient au nombre de treize : Banu Eretna, Ğazi Çelebi, Isfendiyar Oğulları, Osman, Karası, Saruşan, Aydın, Menteşe, Germiyan, Hamid, Tekke, Karaman et Dulgadır). À peine ralenti par l'invasion de Tamerlan, l'émirat d'Osman absorba progressivement les autres et y nomma des pachas dotés de tous pouvoirs : le système seldjoukide devint ainsi un système ottoman.

#### 29 mai 1453: Avènement de l’empire ottoman et chute de l’Empire romain d’Orient
Dans l'Empire byzantin déclinant et ses états successeurs (empires de Nicée et de Trébizonde, despotats d'Épire, de Dobrogée et de Mistra), il n'y avait pas non plus d'aristocratie héréditaire, mais des offices, dont celui de thémarque qui était semblable à celui de pacha chez les ottomans. Les thémarques gouvernaient un thème formé de paroisses, groupées en diocèses. Une fois le pouvoir ottoman substitué au pouvoir byzantin, les thèmes devinrent des sandjaks et le pacha, le bey ou l'ağa se substituèrent au thémarque, l'évêque du lieu devenant le représentant, auprès du chef musulman, des habitants chrétiens.

### 1453-1512: Structure administrative adaptée au fil des conquêtes
En 1457-1458, le sultan Mehmed II installe la capitale à Constantinople et promulgue le premier code de loi turc : le Kanun-name. Il jette les fondements de l’organisation de l’empire. Le gouvernement est dirigé par le grand vizir, nommé par le sultan et assisté de quatre vizirs, dont le reis ul kuttab (chef des secrétaires), le kahya bey (intérieur) et le reis efendi (affaires étrangères). Le divan, sorte de conseil des ministres, réunit quatre fois par semaine les vizirs, les aghas (chefs de troupes), le kapoudan pacha (grand amiral), les deux juges de l’armée (kadi 'asker), le nichandji (garde des Sceaux), les defterdar (chefs des impôts, un pour la Roumélie et un pour l'Anatolie), les deux beylerbey (gouverneur, répartis de la même manière). Les provinces (sandjak) sont administrées par des beys ou des pachas chargés de rendre la justice, de maintenir l’ordre, de percevoir l’impôt, de le faire parvenir au pouvoir central et de fournir le contingent militaire.
Au début de l'année 1865, l'Empire ottoman comptait une cinquantaine de provinces, aux statuts, rangs, limites et dénominations changeantes selon les circonstances et parfois selon leurs dirigeants, en Europe, Asie et Afrique, qui s'étendaient des Balkans à l'Afrique du Nord en passant par le Moyen-Orient et l'Égypte. Les noms en français sont ceux figurant sur les cartes françaises de l'époque (ils sont souvent inspirés des noms antiques ou bien sont une francisation des noms turcs) ; les noms ottomans (eux-mêmes variables selon les sources) sont donnés en italique entre parenthèses :

#### En Europe
- Albanie (Mirdit-eli, capitale İşkodra ou Scutari - il s'agit du Scutari d'Albanie)
- Bosnie (Bosna-eli, capitale Bosnasaray)
- Bosphore (Bolu-kaleh, capitale Constantinople)
- Crète (Giritada-eli, capitale Haniye ou La Canée)
- Danube (Ton-eli, capitale Vidin)
- Dobrogée (Dobruc-beyliği, issu de l' Özi Eyaleti, capitale Dorostol)
- Crimée méridionale (Eyalet-i Mangup, capitale Mangoup)
- Djézireh des îles (Cezayir-i bahr-i Sefid adaları Akdeniz: "marche des îles de la mer du sud", en fait les îles Égéennes, capitale Midillü, en fait dirigée de Smyrne)
- Épire (Yanya-eli, capitale Yanina)
- Herzégovine (Hersek-beyliği, capitale Mostar)
- Maritza (Meriç-eli, capitale Andrinople)
- Roumélie méridionale (Güney Rum-eli, capitale Selanik ou Salonique)
- Roumélie occidentale (Batı Rum-eli, capitale Monastir)
- Métochie (Metohiye-eli, capitale Prizren ou Prizrend)
- Péloponnèse ou Morée (Triboliçe-eli, capitale Triboliçe ou Tropolitsa)
- Roumélie orientale (Doğu Rum-eli, capitale Filibe), autonome de 1878 à 1886 (date de son rattachement à la Bulgarie)
- Samos (Sisam beyliği, capitale Bafısam ou Vathy), île devenue principauté chrétienne autonome en 1834
- Sofia (Balı-efendi-eli, capitale Sofya)
- Syrfie (Serfiye sancağı, capitale Serfice ou Serfidzé).

#### En Asie
- En Anatolie

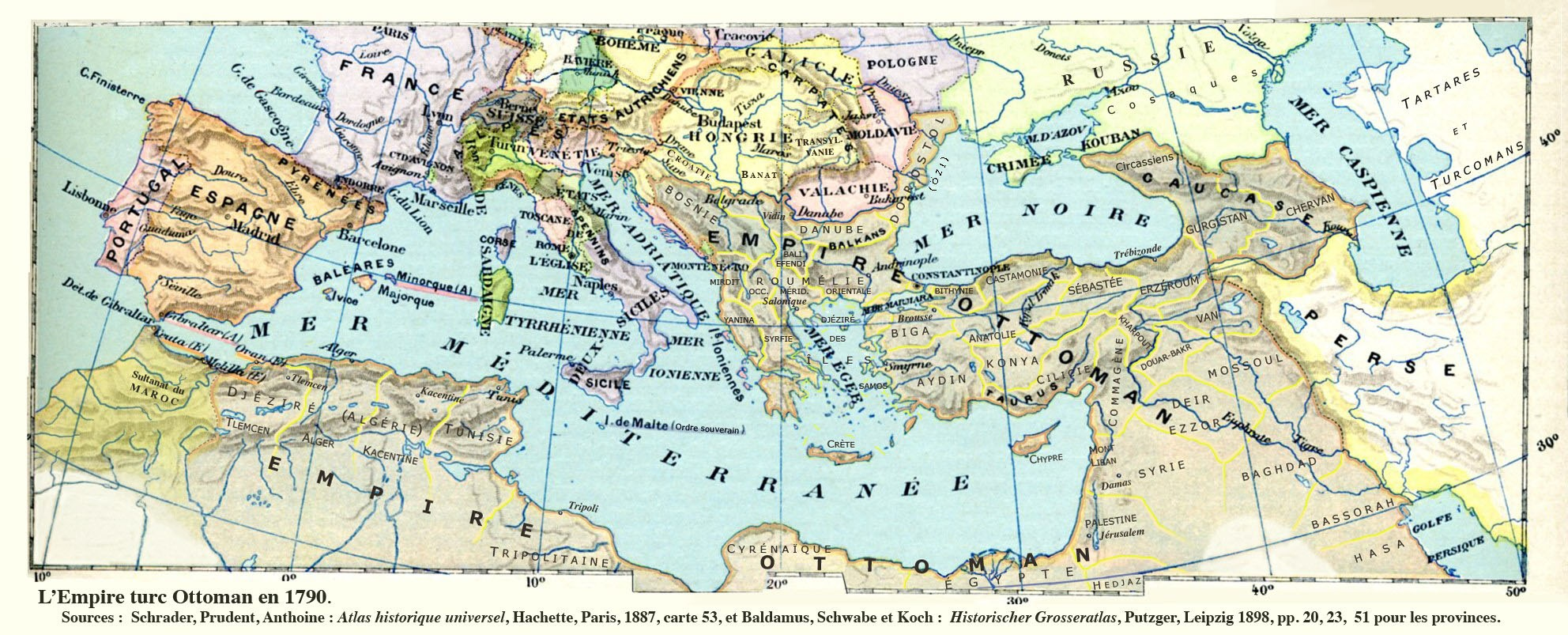
Structure administrative de l'Empire ottoman en 1789.

  - Acilisène (Erzurum-eli ou Erzéroum, capitale Erzurum)
  - Adiabène (Diyarbakır-eli, capitale Diyarbakır également connue sous les noms de Diarbékir ou Douar-Bakr)
  - Arzanène (Bağeş-eli, capitale Bitlis)
  - Caramanie (Konya-eli ou Karaman-eli, capitale Konya)
  - Cilicie (Adana-eli, capitale Adana)
  - Granique (Kale-i Sultaniye Antlaşması ou Biga sancağı), sandjak autonome et non vilayet
  - Kharpout (Mamuret-ül-Aziz-eli, capitale Elâzığ)
  - Lydie (Menderes-eli, capitale Aydın)
  - Nicomédie (Ismid sancağı, capitale Izmit), sandjak autonome et non vilayet
  - Paphlagonie (Kastamonu-eli ou Castamonie, capitale Kastamonu)
  - Sébastée (Sivas-eli, capitale Sivas ou Sébastée).
  - Vasparacène (Van-eli, capitale Van)
- Au Proche-Orient
  - Chypre (Kibris-ada), île avec statut d'autonomie (cédée à la Grande-Bretagne en 1878 ; capitale Lefkoşa ou Nicosie) 
  - Commagène (Halep-ve-Maraş-eli, capitale Halep ou Alep)
  - Djézireh de Syrie (Osrhoène ou Deyrizor-eli, capitale Deir ez-Zor ou Deyr-i Zor)
  - Syrie (Suriye-eli, capitale Damas) 
  - Mont Liban (Lubnan Dağlari mutasarrıflığı, Cebeli-Lubnan ou Djebel-i Lubnan, capitale Beirut ou Béryte), mutasarrifat et non vilayet
  - Beyrouth ou Sidon (Beirut-eli ou vilayet de Beyrouth) 
  - Palestine (Kudus-i Şerif mutasarrıflığı, capitale Kudüs), mutasarrifat et non vilayet 
  - Mossoul (Musul-eli, capitale Musul, à partir de 1879)
  - Baghdad (Bağdat-eli, capitale Bagdad)
  - Bassorah (Basra-eli, capitale Basra ou Bassorah) 
  - Hasa (Eyalet-i Lahsa, capitale Elığuf)
  - La Mecque (Mekke şeriflığı), sharifat personnellement dévolu au Sultan et non vilayet
  - Hedjaz (Hicaz-eli, capitale Medîne)
  - Yémen (Yemen-eli, capitale Sana).

#### En Afrique
- Égypte (Mısır hidivliği, capitale Kahire ou Le Caire), khédivat autonome, et non vilayet ; les Khédives sont devenus héréditaires à partir de Méhémet Ali
- Nubie (Sudan-eli, capitale Hartum ou Khartoum), dépendance de l'Empire ottoman gouvernée en commun avec le khédivat autonome d'Égypte
- Cyrénaïque (Bingazi sancağı, capitale Bingazi), sandjak autonome, et non vilayet
- Tripolitaine (Trablusgarp-eli ou Trablus-Garb, capitale Tripolitaine)
- Tunisie (Tunus beyliği ou Eyalet-i Tunus, capitale Tunus), eyalet autonome, régi par des beys devenus héréditaires.

Avant 1830, l'empire comptait aussi en Afrique du Nord :
- La Djézireh de l'occident (Cezayir-i bahr-i Mağrib, "marche du pays d'occident" : Maghreb = "occident") : plus ou moins l'actuelle Algérie septentrionale avec trois beylıks : Tlemcène (Tlemcen), Alger (Al-djazaïr, en turc Cesayir, Djézireh en transcription française) et Kacentine (Constantine).

### Le Sultan et sa maison
Au sommet du système politique, se trouve le sultan. Compte tenu de la polygamie et de nombreuses fratries ou demi-fratries issues des harems, la compréhension de l'exercice du pouvoir doit tenir compte du jeu de relations entre le sultan, ses différentes femmes et les relations qu'il entretient ou établit avec ses enfants, ses frères et ses sœurs. C'est notamment important à partir du XVIe siècle où l'empire se caractérise par un ralentissement de son expansion et ouvre une période plus gestionnaire. Le contrôle de la famille, et donc du sang, s'établit en système au sein même de la famille impériale. Cela se traduit avec la politique de régulation des élites, avec notamment le cas des janissaires.

### Haute administration
Il se développe à la fin du XVe siècle une classe de hauts fonctionnaires. La majorité sont des chrétiens convertis, souvent d’origine modeste (la conversion des chrétiens pauvres leur permettait d'échapper au kharadj, impôt sur les non-musulmans, et de ne plus se faire enlever leurs fils pour les janissaires). Ces "esclaves de la Porte" (kapi kullari) deviennent prépondérants sous Bayezid II (1481-1512). Les Grands vizirs se recrutent presque toujours parmi eux. Ces kapi kullari sont recrutés dans les Balkans (Albanais, Bulgares, Serbes), en Asie mineure (Grecs) et dans le Caucase (Géorgiens, Arméniens) par le système du devchirmé, qui connaît son apogée au XVIe siècle. Coupés de leurs racines, les enfants de chrétiens élevés en turcs aux frais du sultan, ainsi valorisés et bien récompensés, lui sont tout dévoués.

### 1512-1699: Siècle d’or de l’Empire ottoman

#### Un empire étatique

##### Le contrôle du sultanat à travers l'Empire

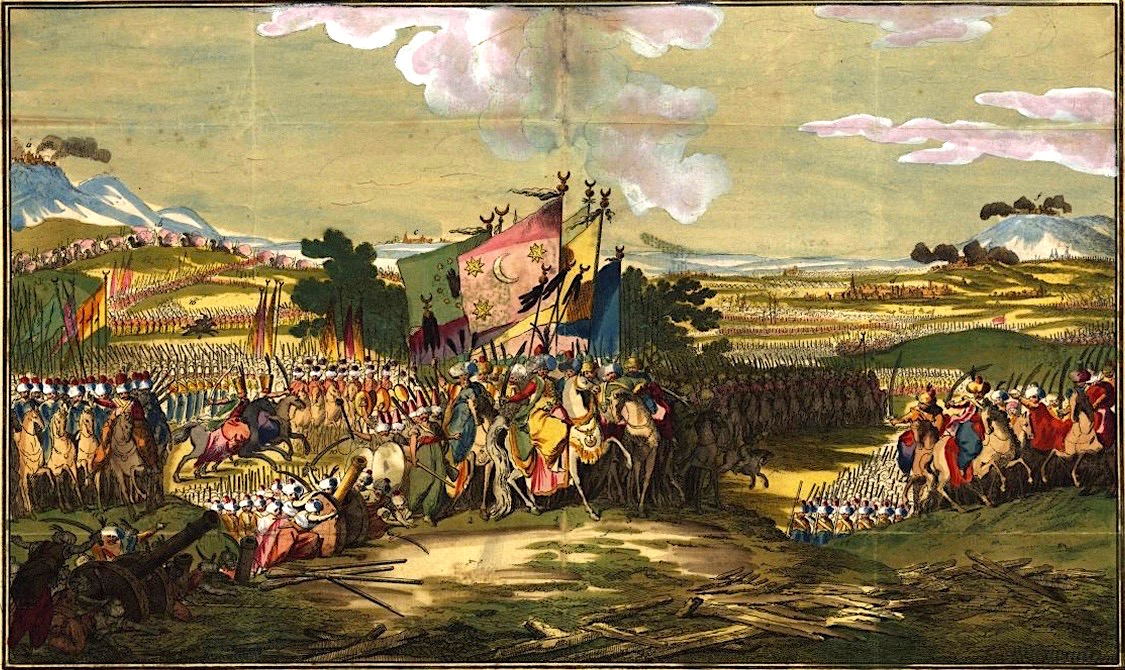
Parade de l'armée ottomane près de Sofia ; les forteresses alentour tirent des coups de canon (gravure allemande, 1788). C'était une manière d'affirmer la domination du sultan sur ses sujets, musulmans ou non, et d'inciter les jeunes paysans à s'engager.

Durant le 16e siècle, lors du règne de Soliman 1er dit le Magnifique, l’Empire ottoman atteint véritablement son zénith. Centré autour du sultan-khalife, le pouvoir est concentré dans les mains d’une seule personne.
Au quotidien, les populations qui vivent dans l’empire, et particulièrement dans les grands centres urbains, vivent dans divers quartiers limités par des contraintes sociales, culturelles et économiques. Ces « zones », nommées mahalles, divisent l’ensemble de la population en les regroupant par ethnie et par appartenance religieuse. Les gens de confession musulmane, chrétienne ou encore juive, vivent chacun dans leur quartier. Tous, n’ont pas besoin de quitter leur quartier pour satisfaire leurs obligations quotidiennes, car leur mahalles répondent à celles-ci. La distinction des différents quartiers est aussi faite selon les professions majoritairement pratiquées dans les zones. Il n’est pas rare que des quartiers soient nommés d’après les bâtiments religieux qui composent l’endroit ou par la profession majoritaire.
Sous l’autorité d’un représentant religieux, le sultanat peut percevoir des impôts via les lieux de culte ou directement de la part du représentant lui-même, en tant que collecteur d’impôts pour l’État.

En opposition au monde rural, les régions urbaines voient les autorités ottomanes construire et doter les villes de mosquées, d’écoles, et bien d’autres institutions publiques. De plus, les sultans ottomans, accompagnés de leurs fonctionnaires, construisent bon nombre d’établissements divers tels que « des hôpitaux, des installations hydrauliques, des routes et des ponts, ainsi que des “institutions qui fournissaient des revenus pour leur entretien, tel qu'une auberge, un marché, un caravansérail, un bain public, un moulin, une teinturerie, un abattoir ou une soupe populaire”, soutenus par des vakifs.». Les vakifs sont des fondations pieuses dont le propriétaire renonce aux biens et aux revenus au profit de bénédictions autant dans sa vie qu’après la mort.
Les conquêtes de Selim Ier et de Soliman le Magnifique au XVIe siècle et de leurs successeurs au XVIIe siècle exigent une augmentation importante du nombre des unités administratives. À la fin du siècle, on compta 42 eyalets (territoires gouvernés par des pachas).

### 1699-1864: Lente décadence
L'année 1699 voit l'Empire ottoman perdre de grands territoires en Europe centrale, au profit de l'empire d'Autriche, et durant le XVIIIe siècle en Europe orientale et dans le Caucase, au profit de l'Empire russe. Le nombre des divisions administratives et leurs différences de statuts augmentent pourtant, par fragmentation des unités existantes et par les franchises accordées par le sultan à ses favoris, dont certains finissent par être autonomes, voire indépendants de facto. En 1789, il y avait 49 eyalets avec cinq statuts différents : pachalıks, beylıks, sandjaks, sharifats ("şeriflığı") et mutassarifats ("mutasarrıflığı") et un khédivat (l'Égypte). Ainsi, entre 1804 et 1849, un pacha albanais, Méhémet Ali, khédive d'Égypte, se comporte non seulement en souverain indépendant, mais va jusqu'à faire la guerre et arracher des territoires (jusqu'en Grèce) à son suzerain, le sultan ottoman.

## Structure administrative
Le découpage administratif de l’Empire ottoman en eyalets ("provinces", en turc moderne: il) correspond au premier recensement moderne de l’Empire turc entrepris en 1831. Ce découpage est ensuite modifié pour être remplacé en 1864 par une division en vilayets. Chaque "vilayet" est une entité administrative correspondant à une province. Il est divisé en sandjak – départements –, les sandjak en cazas – cantons ou districts –, les caza en nahié –, communes. Le vilayet est administré par un vali – gouverneur général – dont dépendent les administrateurs du sandjak, mutessarif – gouverneurs. Le mutessarif contrôle les kaïmakam – sous-gouverneurs du caza – et les mudir – maires des nahié.

## Statut des personnes
Les populations au sein de l’Empire ottoman se hiérarchisent non pas par les origines ethniques ou par le courant religieux de ses sujets, mais plutôt par leur place dans l’appareil gouvernemental du sultanat.

### Asker et Re'aya
La société ottomane est divisée en asker (ou askeri: fonctionnaires) et re'aya (ou rayah: sujets). Les asker, souvent d’origine chrétienne mais convertis, travaillent dans l’armée et l’administration et sont exemptés d’impôts. Nous retrouvons dans les asker, toutes les personnes servant l’État : les soldats, les officiers supérieurs, les timars, sorte d’armée féodale, mais aussi l’ensemble des fonctionnaires civils et gouvernementaux. L’ensemble de ses gens issus du devchirme, un système de recrutement, sont en quelque sorte en position d’esclavage, bien qu’ils soient rémunérés pour leur travail. Bien plus nombreux, les re'aya constituent la masse des producteurs contribuables, qu’ils soient chrétiens, juifs ou musulmans. Parfois artisans, boutiquiers ou encore marchands dans les villes, ils sont le plus souvent cultivateurs. Ces paysans n’ont que l’usufruit de la terre qu’ils cultivent, qui appartient entièrement au sultan, sous forme de taxes (comme elle avait auparavant appartenu à l'état byzantin ou à l'émirat turc précédant l'Empire ottoman). Ils ont la possibilité de la quitter, avec cependant des restrictions, pour aller s’installer ailleurs.
Ainsi, la société ottomane est donc composée de « ceux qui dirigent et se battent, et de ceux qui produisent ». Cette société divisée en catégorie perdure au moins jusqu’au 18e siècle, en plus de s’étendre jusqu’aux régions les plus éloignées de l’Empire tel qu’Alger en Afrique. Néanmoins, ces gens occupent de nombreux rôles dans la société ottoman : confident, intendant des palais, gardiens dans les mosquées et dans les mausolées, ou encore, assurer la protection et l’entretien du harem du sultan. Ce dernier cas étant celui des eunuques.
Le timar est à la base du système d’imposition. Son détenteur, le timariote, exploite à bail ou à fermage des terres sur lesquelles il perçoit des revenus fiscaux qu’il est chargé de collecter; une partie va au sultan. En contrepartie, il doit entretenir une cavalerie mise à la disposition du sultan en cas de besoin.

### JaourouGhiaour(troupeau)
Les ghiaours sont, dans l'empire, ceux qui ne sont pas musulmans. Le mot est l'adaptation en turc du persan gıdwr ou gıbır. Le terme, péjoratif à l’origine, est devenu d’usage courant.
Aux XVe et XVIe siècles, le sultan ne favorise pas la conversion à l’islam des peuples de l’empire. Les non-musulmans, chrétiens et juifs (Gens du Livre), majoritaires dans l’empire (58 % des foyers fiscaux dans les années 1500) sont soumis à des impôts supplémentaires, un impôt personnel, la jizya et un impôt foncier le kharadj, en échange desquels ils obtiennent le statut de « protégés » (dhimmis). Les législations coutumières sont conservées localement en complément de la loi islamique.
Aux XVIIe et XVIIIe siècles, les conversions à l'islam se multiplient. Les conversions forcées étaient plutôt rares : on connaît le cas des Géorgiens de la région de Kars et de certaines tribus albanaises catholiques du Monténégro. Elle était également forcée pour les Bulgares (Pomaks) et les Grecs. L'immense majorité des conversions, de la Bosnie à la Mésopotamie s'est faite chez les chrétiens et les Juifs pauvres pour ne plus payer le kharadj et ne plus se faire enlever leurs fils pour les Yeni-çeri (janissaires). C'est pourquoi les Turcs actuels sont, en majorité, de type caucasien, alors que les peuples turcs d'Asie centrale ont un phénotype asiatique. Et c'est pourquoi aussi au XIXe siècle, la majorité des membres des millets Rum et Arménien était plutôt composée de propriétaires et de commerçants aisés que de pauvres manœuvres, car seuls les foyers aisés pouvaient aisément payer le kharadj. Au milieu du XIXe siècle, 19 % des foyers fiscaux sont soumis à la jizya et au kharadj.

### «Ramassage» des enfants oudevchirméet la création desJanissaires

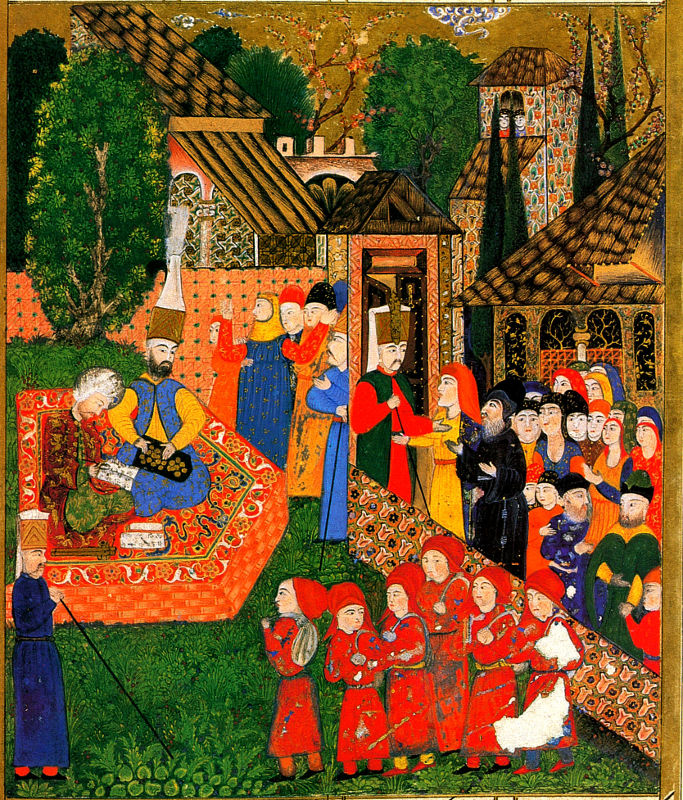
Enregistrement de garçons chrétiens en tant que devşirme (tribut du sang) dans les Balkans, miniature de 1558

Les Ottomans prélevaient « l’impôt sur le sang » (ou devchirmé) sur les populations des territoires nouvellement conquis, que ce soit dans les Balkans, en Anatolie. Les adolescents ne devaient pas être trop jeunes, pour pouvoir supporter les longs déplacements, et pas trop âgés, pour qu’ils puissent perdre leur culture d’origine et changer de religion. Circoncis à leur arrivée, ils étaient convertis de force à l’islam et fanatisés. Les meilleurs éléments étaient intégrés dans le corps des janissaires (Yeni Ceri : « nouvelle troupe » - 12 000 à l’époque de Soliman le Magnifique (1520-1566), 48 000 sous Murad III (1574-1595) et 140 000 au XIXe siècle). Les plus brillants devenaient fonctionnaires.
C’est ainsi que sur les vingt-six Grands Vizirs dont nous connaissons l’origine, onze étaient albanais, six grecs, d’autres encore circassiens, arméniens, géorgiens, ou même italiens et seulement cinq turcs. Plusieurs d’entre eux marqueront leur période, parmi lesquels Mehmed pacha Sokolović, grand vizir de trois sultans successifs et d’origine serbe de Bosnie-Herzégovine, Ali Pacha[Lequel ?], d’origine dalmate, ou Ibrahim Pacha, grec de la côte adriatique.

### Règle de la cage d’or pour le sultan
À l’abolition de la loi de fratricide instaurée par Mehmed III, qui autorisait le nouveau sultan à éliminer tous les prétendants mâles au trône, les héritiers sont placés dans « la cage d'or », une suite de trois pièces richement décorées, mais en vase clos, dès l’âge de sept ans, où ils ont leurs esclaves, leurs divertissements, mais ne peuvent en aucun cas en sortir ou se mêler de la vie extérieure. Ils n’en sortent que pour régner, la coutume aura cours jusqu’à l’installation à Dolmabahçe. Dès lors, ils seront placés dans des résidences surveillées.

## Avènement de la Turquie moderne
Une fois limité en Europe aux territoires ne comptant pas de catholiques ou de protestants, c'est-à-dire après 1699, l’Empire ottoman apparaît de plus en plus, pour les puissances occidentales, comme un empire oriental, dont la sphère d'influence doit assurer la stabilité des zones de culture byzantine ou musulmane placées sous son obédience. Par exemple, la nomination du dey d’Alger comme régent de cette province d'Afrique du nord ouest, aux yeux des occidentaux, un gage d'ordre face à la "piraterie barbaresque". Une fois limité à la Thrace turque, à la suite des guerres balkaniques, l'Empire ottoman est assimilé par les puissances occidentales à un empire colonial devant assurer la paix, voire relayer la culture européenne, dans le monde musulman.
C'est ainsi que l’Empire ottoman est convié à la table des négociations de la conférence de Berlin parmi treize puissances occidentales dans leur configuration du XIXe siècle. Néanmoins, cette vision, surtout occidentale (et concrétisée par le soutien de l'Europe dans la guerre de Crimée en 1856 et à la conférence de Berlin en 1878) n'est pas partagée par la Russie, qui considère l'Empire ottoman comme un "homme malade de l'Europe" et tente, tout au long du XIXe siècle, de lui ravir des territoires, tout en soutenant la cause des peuples balkaniques cherchant à se libérer de l'emprise du sultan. Les puissances occidentales elles-mêmes profitent chaque fois qu'elle le peuvent des faiblesses de l'Empire, qui perd entre 1831 et 1911 toutes ses possessions africaines au profit de la France (Algérie et Tunisie), de l'Angleterre (Égypte) et de l'Italie (Tripolitaine et Cyrénaïque). L'Angleterre s'empare aussi de Chypre en 1878, et l'Italie du Dodécanèse en 1911.
À l'issue de la Première Guerre mondiale, l'Empire ottoman, modernisé et européanisé avec l'aide allemande, est battu et doit céder d'immenses territoires au Proche-Orient au profit de la France (Syrie), de l'Angleterre (Palestine, Jordanie, Mésopotamie, Koweït) et de leurs alliés arabes (Nedjed, Yémen), tandis que la Grèce s'agrandit en Thrace et en Asie mineure : elle annexe Smyrne et sa frontière se trouve à une heure de marche de Constantinople. Le reste de l'empire est partiellement occupé par des troupes grecques, britanniques, françaises et italiennes, de sorte que les Turcs craignent d'être colonisés par les européens et ne font plus confiance au sultan.
Le 29 octobre 1923, à l'issue d'un processus militaire et politique qui permet de chasser les troupes étrangères, de réviser les traités de paix et de regagner, dans le Caucase, un territoire perdu en 1878, le sultanat est aboli et la république proclamée à Ankara, qui devient capitale. La famille impériale part en exil, Mustafa Kemal est élu président : auréolé de son statut de sauveur de la nation, il peut entreprendre des réformes radicales qui ne seraient jamais passées sous l'empire : laïcisation de la législation et de la société, égalité hommes-femmes, romanisation de l'écriture et réorganisation territoriale avec 81 provinces (en turc il) regroupant 957 arrondissements (ilçe).